# Christian Lavil
 (octobre 2013).
Christian Lavil est un réalisateur, producteur et acteur français de films pornographiques décédé le 2 ou 3 février 2019 d'une crise cardiaque à Benidorm, en Espagne.

## Biographie
Il a été, pendant près de vingt ans, le responsable du studio Alkrys, qui a édité de nombreux films pornographiques en cassettes vidéo, puis DVD. Le studio, qui a cessé ses activités en 2015, a été l'un des fournisseurs en films X de Canal+ et d'autres chaînes de télévision.

## Filmographie sélective
- 2013 : Mariée à tout prix (avec Lana Fever, Tiffany Doll, Elsa Kryss, Jasmine Arabia, Nomi, Camelia Lounge...)
- 2012 : Ferme pour jeunes filles au pair
- 2012 : P'tites histoires de Q (avec Titof,  Nikita Bellucci, Teena Leopoldino,  Ian Scott...)
- 2010 : 30 ans et affamées (avec  Anna Polina, Titof, Ian Scott,  Jade Kara,  Valentine Chevalier,  Halana K.,  Sebastian Barrio,  Tony Carrera,  Tick Angel)
- 2010 : La toubib a des gros seins (avec  Tarra White, Tony Carrera, Anastasia Devine, Graziella Diamond, Cindy Dollar, Daria Glower)
- 2008 : Baise éternelle (avec Cecilia Vega, Elsa Kryss, Ian Scott, Max Cortés, Angie Kiss)
- 2005 : Hot Airlines (avec Lydia Saint Martin, Katia De Val, Phil Holliday, Alyson Ray, Anastasia Kass,  Lisa Sparkle...)
- 2005 : Une journée avec... Alyson (avec Alyson Ray, Cynthia Lavigne, Lydia Saint Martin, Sebastian Barrio ...)
- 2004 : Beaux châssis pour mécanos (Anastasia Christ, Alyson Ray, Nina Roberts...)
- 2004 : Sexe tentation (avec  Kathy Anderson, Melissa Lauren, Lucy Lee, Ellen Saint,  Axelle Mugler,  Adrianna Laurenti, Cheyenne...)
- 2003 : Intérim X (Tiffany Hopkins,  Sebastian Barrio, Jade)
- 2003 : Vendeuse en prêt-à-niquer (Tiffany Hopkins, Lilith, Adriana Laurenti, Anastasia Kass, Sebastian Barrio, Steve Saint Clair, Phil Holliday...)
- 2002 : Pervenches ou Les risques du métier (avec Dolly Golden, Maeva Exel, Bruno SX,  Aura de Palma ...)
- 2000 : Taxi… une journée hard ordinaire (Claudia Jamsson,  Ian Scott,  Olivia DeTreville,  Philippe Dean,  Isabella Cardellini...)
- 1997 : La mante religieuse (avec Karen Lancaume,  Bruno Sx, Lisa Crawford, Fovéa...)